# Ermita de Santa Waldesca (les Useres)
L'ermita de Santa Waldesca o Ubaldesca, es troba al carrer del seu mateix nom del nucli poblacional de Les Useres (L'Alcalatén) entre edificis de construcció moderna, dintre del Barri de la seua mateixa denominació. Els carres d'aquest Barri són: Camí Ral, la Santa, la Nevera, meitad carrer de l'Església i meitad carrer de l'Abadia. Presenta catalogació genèrica com Bé de Rellevància Local segons la Disposició Addicional Cinquena de la Llei 5/2007, de 9 de febrer, de la Generalitat, de modificació de la Llei 4/1998, d'11 de juny, del Patrimoni Cultural Valencià (DOCV Núm. 5.449 / 13/02/2007).

## Descripció històrica-artística
L'ermita es va construir durant el segle xviii, tenim constància de l'any de la campana que posa: UBALDESCA - ANNO 1748.
L'ermita dedicada a aquesta Santa en l'actualitat és l'única en terres valencianes que conserva la seua edificació; ja que una altra ermita del segle xv, dedicada a la mateixa advocació, que va existir a la rodalia de Sant Mateu ja ha desaparegut. També trobem referències històriques a les localitats de Torreblanca i de Vilafranca del Maestrat. L'advocació, d'origen italià, pot ser que s'estengués per aquestes terres per la relació comercial (comerç de llanes) que la zona del Maestrat va tenir amb la Toscana en època medieval.
Concretament, noves investigacions històriques –veure la bibliografia– assenyalen que l'expansió de la veneració a Santa Ubaldesca va ser a partir de la creació del Convent de monges Santjoanistes en la localitat de Sixena (Osca), conegut com a Real Monasterio de Sigena. Per tant, amb aquest nou cenobi es va estendre la seua devoció per terres d'Aragó, Catalunya i l'antic Regne de València.
L'ermita, externament, es tracta d'una construcció de reduïdes dimensions, emblanquinada i de gran senzillesa, amb escassos adorns, els quals quedarien reduïts a un petit sòcol amb el nom de l'ermita que se situa sobre l'arc rebaixat de l'entrada, la qual es troba desplaçada cap a l'esquerra. Presenta com remat una petita espadanya amb una sola campana. L'any 2013, com a obsequi per la devoció a la Santa, un clavari va regalar un magnífic retaule ceràmic amb iconografia de la santa confeccionat al Taller de Arte Cerámico de l'Alcora per Lidón Mor.
Respecte a l'interior, presenta una decoració basada en pintures representatives de la vida de la santa amb els passatges del seus miracles que daten de 1931, obra d'un pintor local anomenat Joan el Mut.
La festivitat de la santa se celebra el 28 de maig, realitzant-se durant la mateixa diversos actes religiosos, entre els quals destaquen, la missa solemne, la processó de la imatge, la veneració de la relíquia que ens van portar l'any 2000 el poble de Calcinaia (Comune di Calcinaia i la seua Diputazione) així com els balls populars enfront de l'ermita i que abans també es ballaven davant de la casa dels tres clavaris, a més del desaparegut Tríduo en honor de la Santa; els anomenats balls de Barrio: com el de la Caberança i el de l'Anguila; seguit del Cant dels Gojos, i la treta de les bolletes dels clavaris per a l'any venider, acabant la festa amb els típics bunyols, figues albardaes i el moscatell de la zona.